# ニーセーシ
ニーセーシ（「ニーセイシ」「二十四歩」とも表記される）は空手の型の一つ。
首里手系の松濤館流、和道流、糸東流などに伝わる。また劉衛流などの一部の那覇手系などにも伝わるが、同じ那覇手系の剛柔流には伝承が無い。
全日本空手道連盟においては和道流のニーセーシが第二指定形となっている。
以下には和道流のニーセーシを例として特徴的な動作を記す。
1. 右手の指先を背刀廻し打ちの要領で相手の目を切った後、足を掬い、相手の膝関節を逆に極めながら両手で金的突き
2. 相手の腕を掴み、引き寄せながら膝への足刀による下段関節蹴り
3. 後ろからの相手に対しての振り返り様の両手突き